# Khu rừng đom đóm
Khu rừng đom đóm (蛍火の杜へ Hotarubi no Mori e, tiếng Anh: Into the Forest of Fireflies' Light) là một shōjo manga one-shot được viết bởi Midorikawa Yuki (tác giả bộ manga "Cuốn sổ bạn bè của Natsume", xuất bản tại Việt Nam dưới tên "Hữu nhân sổ"). Ngày 9 tháng 1 năm 2017, manga được cấp phép bản quyền cho Nhà xuất bản Trẻ dưới tựa đề chính thức là "Khu rừng đom đóm". Manga này đã từng bị xuất bản lậu tại Việt Nam với tựa đề "Bản tình ca". Bốn câu chuyện ngắn trong manga tượng trưng cho bốn mùa xuân, hạ, thu, đông.

## Nội dung

### Nghe trộm khúcnhạchoa(Mùa xuân)
Một nữ sinh cấp ba luôn quét lá trên sân trường vào cuối chiều, lúc những phòng học mở toang cửa không còn học sinh. Giữa khoảng thời gian đang làm nhiệm vụ trực nhật ngoài sân, cô gái nghe thấy tiếng đàn guitar vang lại, lẫn vào những nhánh hoa anh đào dịu dàng. Cũng bởi tiếng nhạc du dương này, những lần trực nhật sau của cô đã hình thành một nỗi trông mong kì lạ, chỉ muốn được nghe, nghe mãi. Và cô tự hỏi chủ nhân tiếng đàn là ai.
Cuối cùng, bí mật dần được hé lộ.

### Khu rừng đom đóm (Mùa hè)
Trong khi chạy vào khu rừng của  sơn thần & yêu quái ở quê nội, cô bé 6 tuổi tên là Takegawa Hotaru đã bị lạc và ngồi khóc. May mắn thay, cô được một linh hồn của cậu thiếu niên đeo mặt nạ mèo tên là Gin dẫn ra khỏi rừng. Từ đó, hai người nhanh chóng làm bạn cùng nhau, nhưng cô bé (cũng như loài người nói chung) tuyệt đối không được chạm vào cậu, nếu không cậu sẽ bị tan biến mãi mãi. Cậu thiếu niên là một đứa trẻ bị bỏ trong rừng từ rất lâu về trước. Thần Núi thương tình, đã hóa phép cho cậu sống lại nhưng chỉ cần bị con người đụng nhẹ, bùa chú sẽ biến mất và cậu sẽ chết. Mỗi kì nghỉ hè, cô bé đều đến khu rừng thăm cậu. Mãi khi học cấp ba, cô nhận ra mình đã thích linh hồn ấy. Cả hai bắt đầu khao khát được chạm vào nhau và ôm lấy nhau. Cuối cùng thời khắc chia tay đã đến, Gin và Hotaru đang cùng nhau tận hưởng giây phút cuối cùng của lễ hội tinh linh. Gin đã vô tình giúp một cậu bé bị ngã đứng dậy và không nghĩ rằng cậu bé đó chính là con người. Xung quanh Gin xuất hiện những đốm sáng tựa đom đóm, cả anh và Hotaru đều hiểu đó chính là giây phút từ biệt. Gin để Hotaru ôm lấy mình lần đầu tiên và cũng là cuối cùng, niềm vui của 2 người kéo dài tới khi Gin hoàn toàn biến mất cùng các chú đom đóm, Hotaru đau buồn ôm lấy bộ trang phục còn sót lại của Gin. Một tình yêu tuyệt đẹp nhưng quá đỗi mong manh tựa như những con đóm đóm mùa hè, chỉ sống một thời gian thật ngắn rồi chết ngay.

### Sự ra đi của những chiếc lá thu (Mùa thu)
Đây là một câu chuyện buồn phảng phất, đáng yêu, xảy ra trong khung cảnh mùa thu trút lá. Đáng yêu trong cách suy nghĩ và cố gắng vì nhau của hai con người trẻ tuổi, cố gắng để mạnh mẽ hơn, để có thể bảo vệ nhau và ở bên nhau. Đôi bạn đó chơi rất thân, cô bé nhân vật chính lúc nào cũng mạnh mẽ, kiêu hãnh, ngẩng cao đầu. Cô ước mơ trở thành một ninja "nửa mùa" để bảo vệ cậu bạn của mình. Chuyện cứ thế trôi qua từ lúc họ còn nhỏ cho đến ngày tốt nghiệp cấp ba. Rồi cô nhận ra rằng mình không nên chỉ quay lưng về phía cậu ấy để bảo vệ. Bởi vì cậu ấy mạnh mẽ hơn cô tưởng nhiều. Bởi vì cậu ấy cũng muốn bảo vệ cô khỏi nỗi cô đơn.

### Sâu thẳm trong đau thương (Mùa đông)
Kể về hai anh em ruột, họ chung sống hòa thuận trong một gia đình có cha mẹ cãi cọ liên miên. Đó là những ngày họ dắt tay nhau chạy thật xa, trốn khỏi những u sầu và lời cãi vã trong nhà. Trên bức màn tuyết trắng, bọn trẻ nắm tay nhau thật chặt. Buồn thay, hai đôi tay bé bỏng ấy phải buông ra khi gia đình bất hòa của họ tan vỡ, người anh đi theo cha, để lại đứa em gái một mình trơ trọi nhìn theo. Nhiều năm sau, hai anh em hội ngộ và cha mẹ họ trở về với nhau, cô bé mới nhận ra mình đã lỡ yêu anh trai. Đó là một mối tình không lối thoát, cũng chỉ có cách chia ly vĩnh viễn để kìm lại trong lòng. Người anh cũng phát hiện tình cảm của mình dành cho em gái cũng rất khác thường, anh đã yêu cô nhưng anh chấp nhận đau và chấp nhận ra đi để chuyện để người em gái mình không còn phải đau phải khó xử nữa. Kết thúc câu chuyện chính là những lá thư gửi từ phương xa của người anh, trông cô bé ấy bấy giờ bình thản và tiều tụy tới đau lòng.

## Anime

### Phát hành
Anime Hotarubi no Mori e ra mắt tại Nhật ngày 17 tháng 9 năm 2011. 16 ngày trước khi phim ra mắt, một đoạn trailer dài 96 giây được đăng trên Cinema Today, một trang chuyên về phim của Nhật Bản.
DVD và đĩa Bluray: Limited edition của anime được phát hành tại Nhật ngày 22 tháng 2 năm 2012. Phiên bản hạn chế này bao gồm một bộ tranh minh hoạ, sticker, một cuốn sổ giới thiệu dài 40 trang, dây đeo điện thoại có hình mặt nạ của Gin và những vật phẩm số lượng có hạn khác. Phiên bản DVD không kèm khuyến mãi và vật phẩm cùng được phát hành song song.

### Âm nhạc
Album nhạc phim được phát hành trước phim gần một tháng. Nhạc phim được soạn bởi Yoshimori Makoto. Bài hát cuối phim "Natsu wo Mite ita" (夏を見ていた) được trình bày bởi Ōtaka Shizuru.